# Daniel Campomenosi
Daniel Campomenosi es un actor y conductor argentino que ha participado en obras de teatro, películas y programas televisivos de Argentina.

## Biografía
En sus comienzos integró el grupo humorístico Los Prepu, con trayectoria en teatro y televisión.
Junto a Los Prepu participó de los dos últimos ciclos televisivos de Tato Bores, como fueron Tato de América emitido en el año 1992 por Canal 13 y Good show emitido en el año 1993 por Telefé. 
Posteriormente formó parte durante cuatro temporadas del programa Sorpresa y 1/2 emitido por Canal 13 bajo la conducción de Julián Weich.
Asimismo actuó en programas de ficción de la televisión argentina, como Impostores, Cuando me sonreís, Los simuladores, Lalola, Alma pirata, Ciega a citas, Viento sur, Floricienta, Casados con hijos, Patito feo, entre muchos otros.
Ha formado parte del elenco de la serie Jungle Nest emitida por Disney XD y de la telenovela juvenil Heidi, bienvenida a casa, emitida por Nickelodeon.
Participó de Kally's MashUp, serie emitida por Nickelodeon y por Telefé.
También participó en las series Go! Vive a tu Manera, Apache la vida de Carlos Tévez y El secreto de la familia Greco emitidas por Netflix.
En cine se desempeñó, entre otros, en Luna de Avellaneda, Ciudad en celo, La señal, Regresados, Extraños en la noche, Gato negro y Más respeto que soy tu madre.
En teatro integró una gran cantidad de obras como La jaula de las locas, Don Juan, Creo en Elvis, La momia, Buenas noches, muchas gracias, La vuelta al mundo, Conurbano I, Sangre, sudor y siliconas, De hombres, mujeres y cliches, La anticrista y las langostas contra los vírgenes encatritas, El otro Onassis, La Reina del Pabellón,entre otras.
Condujo diferentes ciclos emitidos por el Canal de la Ciudad, como Buenos Aires en carrera, Hoy nos toca, y actualmente ¿Qué pretende usted de mí?. También en este mismo canal participó del ciclo de humor político Quedamos Así

## Trayectoria

### Televisión
- 2025: En el barro (Netflix) como Rodolfo
- 2023/2024: ¿Qué pretende usted de mí? (Canal de la Ciudad)
- 2022: El secreto de la familia Greco (Netflix) como Oficial Valdés
- 2021: Abejas, el arte del engaño (Flow) como  Salazar
- 2020/2022: Hoy nos toca (Canal de la Ciudad)
- 2020: Hoy nos toca verano (Canal de la Ciudad)
- 2019: 4 Caras Bonitas (Canal de la Ciudad)
- 2019: Apache, la vida de Carlos Tévez (Netflix) como Castelli
- 2019: Taxiterapia (Televisión Pública)
- 2019: Nivis amigos de otro mundo (Disney Junior)
- 2019: Go! Vive a tu Manera (Netflix) como Javier Paz
- 2018: Pasado de Copas (Telefé)
- 2018: Quedamos así (Canal de la Ciudad)
- 2017/18: Kallys Mashup (Nickelodeon/Telefé) como Director de Allegro
- 2012/18: Buenos Aires en carrera (Canal de la Ciudad)
- 2017: El jardín de bronce (HBO)
- 2017: Heidi, bienvenida a casa (Nickelodeon) como Ulises
- 2016: Jungle Nest (Disney XD)
- 2015: Secuestro Stress (INCAA)
- 2015: Pan y vino (América TV) como Benito Pedernera
- 2014: Embarcados a Europa (TV Pública) como Mariano
- 2014: Viento sur (América TV) Episodio: La Viuda
- 2013/14: Señales (TV Pública)
- 2012: Instinto asesino (Discovery Channel)
- 2011: Cuando me sonreís (Telefé) como Samuel Lavsky
- 2011: Peter Punk (Disney XD)
- 2011: Proyecto aluvión (Canal 9) como Ramón
- 2011: Sábado bus (Ficción Bus - "Terapia") (Telefé)
- 2011: Recordando el show de Alejandro Molina (Encuentro)
- 2010: Ciega a citas (TV Pública)
- 2009/10: Impostores (Canal 13/FX) como  Rubén "El Poeta" Darío
- 2019: Scusate il disturbio (Film Tv Italia)
- 2008: Permitido estacionar/Cazador cazado/Animaloscopio (TV Pública)
- 2007: Benteveo (TV Pública)
- 2007: Lalola (América TV)
- 2007: Patito feo (Canal 13)
- 2006: Algo habrán hecho (Telefé)
- 2006: Alma pirata (Telefé) como León De Marco
- 2006: Amor mío (Televisa)
- 2005: Numeral 15 (Telefé)
- 2005: ¿Quién es el jefe? (Telefé)
- 2005: Casados con hijos (Telefé)
- 2004: Mosca y Smith (Telefé)
- 2004: Historias de sexo de gente común (Telefé)
- 2004: Floricienta (Canal 13)
- 2004: Culpable de este amor (Telefé) como Policía Morales
- 2003: Los simuladores (Telefé)
- 2001: Cara y ceca (TyC Sports)
- 1996/99: Sorpresa y 1/2 (Canal 13)
- 1995: Reina en Colores (ATC)
- 1994: Si te reis perdes (Canal 13)
- 1993: Good show (Telefé)
- 1992: Tato de América (Canal 13)

### Cine
- 2022: Más respeto que soy tu madre de Marcos Carnevale
- 2018: Acusada de Gonzalo Tobal
- 2014: Tiro de Gracia de Nicolas Lidijover
- 2012: Gato Negro de Gastón Gallo
- 2011: Extraños en la noche de Alejandro Montiel
- 2009: Lucky Luke de James Huth
- 2008: Regresados de Flavio Nardini y Cristian Benard
- 2007: La señal de Ricardo Darín y Martín Hodara
- 2007: Ciudad en celo de Hernan Gafett
- 2005: La misión de Miedometrajes- Infinito-Cristian Trebotic
- 2004: Hermanas de Julia Solomonof
- 2003: Luna de Avellaneda de Juan José Campanella

### Teatro
- 2023: El otro Onassis (C.C. Rojas - Dumont 4040 - Dirección: Corina Fiorillo)
- 2018: La Reina del Pabellón (El Portón de Sanchez - Dirección: Gonzalo Demaría)
- 2018: El misterio de los UTY (Microteatro infantil - Dirección: Daniel Campomenosi)
- 2017: Savame, esto no es un museo (Centro Cultural Recoleta - Dirección: Lucho Cocciardi)
- 2017: La momia  (Dirección: Alejandro Lavallén)
- 2016: Sangre, sudor y siliconas (Dirección: Gonzalo Demaría)
- 2014/2015: Conurbano I  (Personaje: Secretario de Estado - Dirección: Gonzalo Demaría)
- 2012: Buenas noches, muchas gracias (Personaje: Omar Gómez - Dirección: Lia Jelin)
- 2011: Truismes/Chanchadas (Personaje: Hombre Lobo - Dirección: Alfredo Arias)
- 2010: Comedia de dorapa 4 (Stand Up junto a Conrado Geiger y Fabián Minelli)
- 2010: Don Juan (Personaje: Don Juan Tenorio - Dirección: Carlos Moreno)
- 2010: La anticrista y las langostas contra los vírgenes encatritas (Personaje: Angel Uno - Dirección: Gonzalo Demaría)
- 2009: Creo en Elvis (Personaje: Elvis Nro 4 - Dirección: Luciano Cáceres)
- 2009: Comedia de dorapa 2.1 (Stand Up junto a Conrado Geiger y Diego Angeli)
- 2008: De hombres, mujeres y cliches (Personaje: Damián - Dirección: Martín Blanco)
- 2008: Cuentos putos (Personaje: Hombre limpeza - Dirección: Inés Saavedra)
- 2008: La vuelta al mundo (Personaje: Stuart - Dirección: Gerardo Hochman)
- 2007: La jaula de las locas (Personaje: Fotógrafo - Dirección: Ricky Paskhus)

### Internet
- 2011: Amores que matan (de Santiago de Bianchetti)

### Publicidad
- 2016: Go (Perú)
- 2015: Movistar Peru (Perú)
- 2012: BBVA Banco Frances(Argentina)
- 2009: Matarazzo (Argentina)
- 2009: Cinnamon Toast Crunch
- 2008: Bancaja (España)
- 2008: T-Moville (EE. UU.)
- 2008: Del Valle (México)
- 2008: Super Vea (Argentina)
- 2007: Halls (R. Dominicana )
- 2007: Pepto Max (EE. UU.)
- 2007: Nokia (EE. UU.)
- 2006: Mitsubishi (Puerto Rico)
- 2006: Ariel (Argentina-Chile-Brasil)
- 2005: Toyota (Puerto Rico)
- 2005: Al campo (España)
- 2004: Castrol (Japón)
- 2003: Lays (Argentina-Chile-Uruguay)
- 2003: Emociones (TVE- España)
- 2001: Almohadas Piero (Argentina-Uruguay)

### Cortometrajes
- 2004: Condena al inocente (de Matias Nilsson)
- 2002: El amor de Estado (de Francis Estrada-Cucho Constantini)
- 2000: Cuestión de Estado (de Gabriel DeCiancio)
- 2000: ¿Donde esta papa? (de Javier Lopez)